# Chasse-sur-Rhône
Chasse-sur-Rhône este o comună în departamentul Isère din sud-estul Franței. În 2009 avea o populație de 5.153 de locuitori.

## Evoluția populației
| An        | 1975  | 1982  | 1990  | 1999  | 2006  | 2009  |
| --------- | ----- | ----- | ----- | ----- | ----- | ----- |
| Populație | 3.944 | 4.378 | 4.566 | 4.795 | 4.981 | 5.153 |